# Polowa Zbiórka Harcerstwa Starszego
Polowa Zbiórka Harcerstwa Starszego, PZHS – ogólnopolski zlot młodzieży starszoharcerskiej, organizowany od 1982 roku. Elementami zbiórek były: dyskusyjne kuźnice, poradnie harcerza orlego i harcerza Rzeczypospolitej, ogniobranie, zawody na orientację, giełdy pomysłów, gry i ćwiczenia, konkursy, otwarte ogniska oraz pełnienie służby dla środowiska.
W 1999 zmieniono formułę i nazwę zbiórek, przekształcając je w Ogólnopolskie Zloty Harcerzy Starszych „Wędrownicza Watra”.
W 2002 roku Rada Naczelna przyjęła uchwałą zmiany w systemie metodycznym, w wyniku której zmieniono granice wiekowe dotychczasowych metodyk oraz wprowadzono czwartą metodykę – wędrowniczą.
| Metodyka         | wiek przed zmianą | wiek po zmianie |
| ---------------- | ----------------- | --------------- |
| zuchowa          | 7–11 lat          | 6–10 lat        |
| harcerska        | 11–15 lat         | 10–13 lat       |
| starszoharcerska | 15–19 lat         | 13–16 lat       |
| wędrownicza      | –                 | 16–21 lat       |

W wyniku zmian metodycznych Zlot „Wędrownicza Watra” stał się wydarzeniem dedykowanym pionowi wędrowniczemu.
W 2012 roku postanowiono o reaktywowaniu Polowej Zbiórki Harcerstwa Starszego – wydarzenia dedykowanego młodzieży w wieku gimnazjalnym działającej w ZHP.

## Kalendarium zbiórek
- I PZHS – 25–28 sierpnia 1982, nad jeziorem Tuczno w woj. pilskim, uczestniczyło ponad 200 zastępów ze wszystkich chorągwi ZHP
- II PZHS – 21–24 sierpnia 1983, Węgorzewo, ok. 2 tys. uczestników
- III PZHS – 26–28 sierpnia 1984, Olchowiec w Bieszczadach, ok. 4 tys. uczestników
- IV PZHS – 26–29 sierpnia 1985, Pola Grunwaldzkie, ok. 3,5 tys. uczestników
- V PZHS – 24–27 sierpnia 1986, Gdynia, ok. 7,5 tys. uczestników
- VI PZHS – 26–29 sierpnia 1987, Frombork, ok. 10 tys. uczestników
- VII PZHS – 24–28 sierpnia 1989, Przemyśl
- VIII PZHS – sierpień 1990, Stebnik k. Ustrzyk Dolnych
- IX PZHS – sierpień 1991, Zubeńsko w Bieszczadach
- X PZHS – sierpień 1992, Pająk k. Częstochowy
- XI PZHS – 1993, Strączno
- XII PZHS – 24–28 sierpnia 1994, Małecz
- XIII PZHS – sierpień 1996, Wetlina
- XIV PZHS – 23–26 sierpnia 1997, „Perkoz” k. Olsztynka
- XV PZHS – 25–28 sierpnia 1998, Jeżów Sudecki
- XVI PZHS – 24–27 sierpnia 2001, Chorzów, ośrodek harcerski, zbiórka nie odbyła się
- I Ogólnopolski Zlot Harcerzy Starszych „Wędrownicza watra” – 1999, Stebnik k. Ustrzyk Dolnych
- II OZHS, 2002, Budy Grabskie, ok. 120 uczestników
- III OZHS, 2003, „Perkoz” k. Olsztynka
- XVII PZHS – 01–5 maja 2013, Warszawa, Cypel Czerniakowski
- XVIII PZHS – 30 kwietnia – 3 maja 2015, Imiołki